# カテリーナ・ディ・サヴォイア
カテリーナ・ディ・サヴォイア（イタリア語：Caterina di Savoia, 1297/1304年 - 1336年9月30日）またはカテリーナ・フォン・ザヴォイエン（ドイツ語：Katharina von Savoyen）は、オーストリア公レオポルト1世の妃。

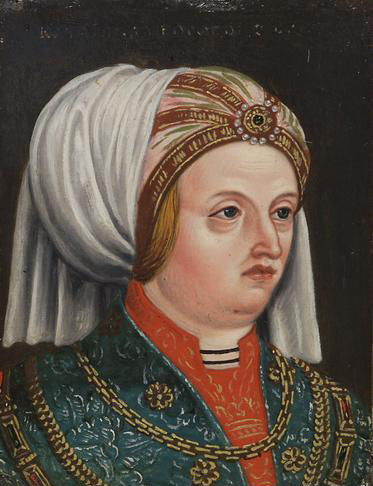
カテリーナ・ディ・サヴォイア（16世紀）

## 生涯
カテリーナはサヴォイア伯アメデーオ5世とその2番目の妃マリー・ド・ブラバンの間の娘である。ハプスブルク家とルクセンブルク家の和解の結果として、1310年よりカテリーナとオーストリア公レオポルト1世との結婚についての話し合いが始まった。1315年5月26日、バーゼルにおいてカテリーナとレオポルト1世は結婚した。この結婚で2人の娘が生まれた。カテリーナは政治にも関与し、教皇ヨハネス22世ともしばしば連絡を取った。1326年に夫レオポルト1世が死去した。
1336年にカテリーナは死去し、ケーニヒスフェルデン修道院に埋葬された。1770年、ザンクト・ブラジエン大聖堂に改葬されたが、1806年にザンクト・ブラジエン修道院が閉鎖された後、シュピタル・アム・ピュールン修道院に移された。さらに1809年にケルンテンのラヴァントタールにあるザンクト・パウル修道院に改葬された。

## 子女
- カテリーナ（1320年 - 1349年） - クシー領主アンゲラン6世と結婚
- アグネス（1322年 - 1392年） - シフィドニツァ公ボルコ2世マウィと結婚